# Гуляєва Наталія Миколаївна
Наталія Миколаївна Гуляєва (народилась 4липня 1949) — український науковець, педагог, декан факультету економіки, менеджменту та права Київського торговельно-економічного інституту (1997). Кандидат економічних наук, професор кафедри економіки підприємництва.

## Біографія
Народилась 4 липня 1949 року.
Закінчила з відзнакою Ленінградський інститут авіаційного приладобудування (ЛІАП) за спеціальністю «Електропривід літальних апаратів», за фахом — інженер-електромеханік.
У 1971–1975 роках працювала у ДКБ Київського машинобудівного заводу імені Артема, у 1975–1993 роках працювала у Міністерстві торгівлі і звонішньоекономічних зв'язків України на посадах старшого, провідного інженера, головного технологога.
У 1990 році закінчила з відзнакою Київський торгово-економічний інститут (КТЕІ) за спеціальністю «Економіка торгівлі», фах — економіст. З 1993 року працює в КТЕІ. Обіймала посади викладача, доцента, завідувача кафедри (1998–2001), професора кафедри економіки підприємництва.
У 1996 році захистила кандидатську дисертацію на тему «Інвестування у відтворення основних фондів торговельного підприємства». Учениця професорів Ніни Ушакової та Ігоря Бланка.

## Наукова діяльність
З 1997 року — декан факультету економіки, менеджменту та права. У 1998 році присвоєно звання доцента.
З 2001 року — за сумісництвом директор Французько-українського інституту управління КНТЕУ. З 2004 року — професор кафедри економіки підприємництва. Була завідувачем кафедри з 1999 по 2001 рік.
Проходила короткострокові стажування у Німеччині, США, Великій Британії, Франції.

## Наукові праці
Автор 89 наукових і науково-методичних праць, найвагоміші з яких: підручник «Інвестиційний менеджмент», навчальний посібник «Управління формуванням та використанням основних фондів торговельного підприємства». Автор розділів підручників «Економіка підприємства» та «Фінанси підприємства», брала участь у перекладі з німецької підручників з економіки підприємства. Під її керівництвом кандидатські дисертації захистили В. В. Верищагін і В. І. Рошило.

## Нагороди та відзнаки
Нагороджена надгрудним знаком «Відмінник освіти України», ювілейною медаллю «В пам'ять 1500-річчя Києва», Почесною грамотою Верховної Ради України за особливі заслуги перед українським народом, відзнакою Антимонопольного комітету України «Знак пошани», почесною відзнакою Торгово-промислової палати України «Золотий знак Меркурія». Найкращий педагог Світу 2023 року.